# هارون سيمبسون (لاعب كرة قدم بريطاني)
هارون سيمبسون (بالإنجليزية: Aaron Simpson)‏ هو لاعب كرة قدم بريطاني في مركز الوسط، ولد في 17 يونيو 1999 في كرويدون في المملكة المتحدة. لعب مع نادي غيلينغهام.

## وصلات خارجية
- هارون سيمبسون على موقع قاعدة بيانات كرة القدم.إي يو (الإنجليزية)
- هارون سيمبسون على موقع Soccerway.com (الإنجليزية)